# 草壁署迷宮課おみやさん
『草壁署迷宮課おみやさん』（くさかべしょめいきゅうかおみやさん）は、石ノ森章太郎（当時：石森章太郎）による漫画作品。『ビッグコミック』（小学館）において、1981年10月10日号から1983年5月25日号まで連載された。小学館（ビッグコミックス）から刊行された単行本（全4巻）では、表紙で「草壁署迷宮課」が添えられている以外、背表紙、扉、奥付などのタイトル表記は単に『おみやさん』となっている。
草壁署資料課（通称・迷宮課）の課長である鳥居勘三郎（おみやさん）が、部下である草壁署署長の娘・七尾洋子と未解決事件を解決する。1980年代に緒形拳主演でテレビドラマ化され、2002年から渡瀬恒彦主演でテレビドラマシリーズが制作されている。
- 緒形拳版（朝日放送 / 1985年 - 1987年） - 後述
- 渡瀬恒彦版（テレビ朝日 / 2002年 - 2016年） - 『おみやさん』を参照。

## 登場人物
鳥居勘三郎（とりい かんざぶろう）
物語の主人公で草壁署資料課課長、警部。年齢は40代半ばで独身、草壁の名家・鳥居家の現当主であり、両親が他界している現在は広大な敷地を持つ屋敷でタマと二人暮らしをしている。古臭い容姿で性格はトボケていて能天気だが、記憶力と推理力は抜群で、現事件とそれに関わる迷宮入りした事件を解決している。お宮入り(未解決)の資料を扱う事と、苗字の「鳥居」なのもあり周囲からは「おみやさん」と呼ばれている。かつては本部捜査一課で優秀な刑事だったが、元々出世欲がなく手柄を仲間に譲る事が多く、部下を持つことすらしなかったため、それを良しとしない署長により資料課に配属された。草壁署の土地も鳥居家の所有物であることから、署長を介して捜査の情報を聞くなどの融通が利く。
大学時代は考古学を専攻しており、それに基づいて人類の犯罪の歴史と言動を原題にした「犯罪考古学」を自身で確立させており、それに基づいて行動している。また、幼少の頃より剣道を習っていてかなりの腕であり、射撃の腕も優秀。
通勤にはクラシックカーのFord Coupe 1940を使用、時折近所の子供を乗せてあげているようだ。
七尾洋子（ななお ようこ）
物語のヒロインで、資料課の巡査。七尾署長の一人娘で、公私同行を良しとしない署長により、鳥居以外には秘密にしている。刑事に憧れて警察の道を進んだが、署長により資料課にまわされた。最初は鳥居の容姿と資料整理に左遷だと思っていたが、やがて幾多の事件を解決する鳥居の姿に魅かれる。
七尾署長
草壁署の署長で洋子の父親。元々鳥居家と懇意であり、また鳥居が刑事だった頃から付き合いがあり、信頼できる人間として洋子を預けた。
狩野タマ
鳥居家の家政婦。自らを「たま」と呼び、鳥居や洋子をはじめとする知人からは「おタマさん」と呼ばれている。鳥居のことを「ボン」もしくは「ボンボン」と呼んで甲斐甲斐しく世話を焼いている。鳥居家にお邪魔する洋子を懸想していると思い込み、時には邪魔をするなど、まるで嫁姑の関係と類似している。黒柳徹子の大ファンで、彼女と同じ髪型にしている。

## 単行本
- 小学館 ビッグコミックス（全4巻）
  - 第1集（1982年12月発行） ISBN 978-4091805713
  - 第2集（1983年1月発行） ISBN 978-4091805720
  - 第3集（1983年4月発行） ISBN 978-4091805737
  - 第4集（1983年7月発行） ISBN 978-4091805744
- 双葉社 双葉文庫 名作シリーズ（全3巻）
  - 第1巻（2000年12月発行） ISBN 978-4575722802
  - 第2巻（2000年12月発行） ISBN 978-4575722819
  - 第3巻（2000年12月発行） ISBN 978-4575722826

## 新おみやさん（リメイク漫画）
『新おみやさん』は、香川まさひと脚本・木村直巳作画によるリメイク漫画である。「ビッグコミック増刊号」（小学館）に2008年10月17日号から2011年6月17日号まで連載された。当初のタイトルは『おみやさん』であったが、2010年10月17日号掲載の第11話から改題し、このタイトルで単行本も発売されている（小学館ビッグコミックス、全2巻）。
基本設定は原作に準じているが、舞台設定のみ当時も継続中だったドラマシリーズ『おみやさん』に合わせ、京都となっている。
単行本
- 第1集（2010年10月発行） ISBN 978-4091835109
- 第2集（2011年5月発行） ISBN 978-4091838780

## テレビドラマ（緒形拳版）
朝日放送制作、緒形拳主演によるシリーズ。第1シリーズが『迷宮課刑事おみやさん』のタイトルで、第2シリーズが『六本木ダンディーおみやさん』のタイトルで、テレビ朝日系で放送された。
1. 『迷宮課刑事おみやさん』（めいきゅうかけいじおみやさん）は、1985年8月2日から11月8日まで、毎週金曜日21:00 - 21:54に放送[3]。
2. 『六本木ダンディーおみやさん』（ろっぽんぎダンディーおみやさん）は、1987年10月9日から12月25日まで、毎週金曜日22:00 - 22:54に放送。

### キャスト

#### 主要人物
鳥居勘三郎
演 - 緒形拳
経歴：草壁警察署資料課（第1シリーズ） → 六本木警察署資料課（第2シリーズ）
草壁署資料課の課長。第2シリーズでは、郊外の草壁署から都心の六本木署へ転勤の辞令を受け取る。当初は草壁の屋敷からマイカー（ジャガー・Mk1/Mk2）で六本木署へ出勤したが、あまりの不便さに六本木住まいを決意し、高級マンション（エメラルドマンション・402号）の一室をキャッシュで購入。第二刑事課の一角に設けられた小部屋でコンピュータに記録された過去の捜査資料を漁りながら、事件を解決に導く。出世欲や自己顕示欲が全く無く、手柄はすべて女性刑事たちのものになるよう、影の行動に徹しアシストしている。大滝にも捜査方針の知恵を授けているが、その事実を大滝以外の人物は知らない。
また、11話「15年前の恋人の出現にあわてた殺人事件」にて、二十代の頃に1人の女性と交際していたが突如別れを告げられ、のちにその女性が男児を出産したが15歳の時に事故死し、その子供が鳥居の子供ではないかというオリジナル設定が追加された。
七尾洋子
演 - 古手川祐子（第1シリーズ）
念願の刑事になり、鳥居に後押しもされたが、刑事になるよりも鳥居と一緒に行動して事件を解決した方が自身にも一番だと、署長に懇願して草壁署資料課に戻った。
大滝
演 - 小林稔侍
経歴：草壁警察署捜査一課（第1シリーズ） → 六本木警察署（第2シリーズ）
草壁署捜査一課の刑事課長。鳥居とは草壁署に配属された頃からの中で、出世欲のない鳥居の手柄をいただいて課長に出世した。刑事としては凡庸で自ら推理はできず、鳥居に知恵を拝借して事件を解決している。
第2シリーズでは、初の女性刑事課の試験運用として、鳥居より半年前に六本木署へ転勤、第二刑事課の課長になるが、自分では何も事件を解決出来ないことから、鳥居の力を頼って草壁から六本木署に転属させる手はずをとった。「上司には媚びを売り、部下には強気に出る」という性格は相変わらず。警視総監賞（実は鳥居の手柄を横取りしたもの）を部下に自慢する。鳥居とはトイレで用を足している際にアドバイスを受けることが多い。また、涼子の求婚者の顔を立てるため、彼女の交際関係も気にかけている。
狩野タマ
演 - 園佳也子
鳥居家のお手伝い。
第2シリーズでは、鳥居が六本木へ転居した後、はじめはマンション住まいを拒んでいたが、最終的には同居を決意。

#### 草壁警察署
兵頭
演 - 戸浦六宏（第1シリーズ）
捜査一課の刑事。
中畑
演 - 新藤栄作（第1シリーズ）
捜査一課の刑事。
岡田
演 - 桜金造（第1シリーズ）
捜査一課の刑事。
高村
演 - 三井太介（第1シリーズ）
捜査一課の刑事。
七尾
演 - 織本順吉（第1シリーズ）
署長。

#### 六本木警察署

##### 第二刑事課
轟小百合
演 - 研ナオコ（第2シリーズ）
巡査部長。元・科学捜査課勤務。大学勤務の法医学者（夏夕介）と熱烈な恋愛の末に結婚、一子・辰雄を儲ける。しかし、夫の女癖が悪く夫婦関係は冷え込んでおり、第3話で離婚を決意する。てきぱきと物事をこなし、第二刑事課の女性陣をリードする。
鳥居を尊敬しており、辰雄も父親のように懐いていたが、元夫が反省している姿を見ていた事もあり、最終話で第二刑事課の試験期間終了に伴う解散で元夫とヨリを戻した。
藤崎英子〈30〉
演 - 友里千賀子（第2シリーズ）
巡査長。遊び人かつ、気が強い。チンピラを取り調べる際にも怯まず追求する。勤務時間後には六本木界隈の盛り場で遊び歩き好条件の男性を探していたり、捜査に向かう車の中でも化粧のノリを気にする。しかし根は優しく真面目で、警察の仕事に情熱を持っている。
鳥居をはじめは冴えないオッサン程度にしか見てなかったが、数々の事件を通じて考えを変えた。
三枝涼子〈25〉
演 - 斉藤慶子（第2シリーズ）
巡査。熊本から六本木へと転勤。公安課に務めるエリートから求婚されているが、鳥居が影で事件解決に多大な貢献をしていることを知り、信頼を寄せるようになる。
朝倉めぐみ〈19〉
演 - 速水昌未（第2シリーズ）
巡査。アメリカ生まれの帰国子女で、日本でもカトリック系のミッションスクールに通っていたため英語が堪能。捜査にもその語学力を活かす他、日常会話でも日本語に混じって英語が飛び出す。
安田から度々アプローチを受けているが興味がなく、むしろ鳥居がタイプであり、時折アプローチをしている。
北島亜希子〈28〉
演 - 明日香尚（現・明日香七穂）（第2シリーズ）
巡査。
金子みゆき
演 - 黒川明子（第2シリーズ）
巡査。
加納ゆうこ
演 - 野崎美子（第2シリーズ）
巡査。

##### 他の関係者
安田義夫
演 - 光石研（第2シリーズ）
巡査。警務課勤務。作中でのナレーションは彼の目線で語られる。当初は鳥居を「冴えないオッサン」と思っているが、徐々に鳥居の鋭さに気づく。鳥居に頼まれの調査の手伝いをすることもある。
風見
演 - 東八郎（第2シリーズ）
署長。安田によると「言行不一致な人物」。定年が数ヵ月後に迫っているため、定年後に少しでもいいところに天下りしたいと願っている。事件捜査に対してことなかれ主義で部下には厳しいという、典型的な「頼りにならない上司」。

#### その他
悠子
演 - 二宮さよ子（第1シリーズ）
居酒屋「赤猫」のママ。
店員
演 - 野見山夏子（第1シリーズ）
中華「珍来軒」の店員。

#### ゲスト

##### 第1シリーズ（1985年）
第1話「10年前のボタン刺青死美人が今日…!」
- 田端（中塚）精次 - 山城新伍
- ひし美ゆり子、田中こずえ、金子勝美

第2話「5年前の行きずり殺人が今日…!」
- 銀三 - 花沢徳衛
- 売春組織のボス - 山西道広
- 菊地優子

第3話「15年前愛妻を殺されてゲイに変身した夫が今日…!」
- 左とん平、田岡美也子

第4話「13年前の夫婦交換心中が今日…!」
- 笹本ヒロシ - 小坂一也
- 笹本夫人 - 茅島成美
- 堀光昭、今西正男、関根大学

第5話「3年前の妊娠女子高生殺しが今日…!」
- 佐々木敬吾 - 金田明夫
- 牛原千恵、三崎奈美、長谷川弘

第6話「15年前のOLレイプ未遂事件が今日…!」
- 柏木ヤスオ - 赤塚真人
- 倉本トシユキ - 宮内洋
- 柏木きみえ - 水沢有美
- 監物房子、藤山律子

第7話「6年前の婦女暴行事件が今日…!」
- 杉山敏江 - 一色采子
- 中井ヒデキ - 南城竜也
- 須賀不二男

第8話「1年前の花の17才女子高生殺しが今日…!」
- 田村義人 - 三谷昇
- 相田金一 - 新井康弘
- 石垣恵三郎、柳亭風枝

第9話「7年前の奪われた美女「シモーヌ」が今日…!」
- 尾中五郎 - 西田健
- 小西さなえ - 吉野由樹子
- 小西サダオ - 平野稔
- 丸岡奨詞

第10話「15年前の非行OL殺しが今日…!」
- 竹沢（刑事） - 牟田悌三
- 万引き犯 - 絵沢萌子
- 自首してきた父親 - 井上博一
- 小森みちこ

第11話「6年前の美人教師の転落事故死が今日…!」
- 横山（校長） - 内田稔
- 光石研、大山豊、水木薫

第12話「5年前の未亡人焼身自殺事件が今日…!」
- 江口カズヒコ - 下塚誠
- 斉藤康彦、藤波雅代、滝口順子

最終話「6年前に消えた暴力団サギ師が今日…!」
- 長内（警部） - 吉田日出子
- 番哲也

##### 第2シリーズ（1987年）
第1話「女刑事班初出動! 6億のマンションに住む独身男が殺されていた事件」
- マキムラ - 大林丈史
- 小池雄介、寺泉憲、坂田祥一朗、二家本辰巳、町田政則、瀬木一将

第2話「ママさん刑事にグッとこたえた殺人事件」
- 木戸悦子 - 夏桂子
- 木戸秀平 - 角田英介
- ホストクラブ店長 - 影山英俊
- 高岡良平、堀勉

第3話「奥さん刑事が離婚を決めたひき逃げ事件」
- 中原丈雄、早川雄三、清嶋智子、津島令子、椎谷建治

第4話「死体がバラの花に埋もれていた殺人事件」
- 南部 - 河原崎長一郎

第5話「ハイミスの恋を散らせた映画界殺人事件」
- 波島勉 - 南条弘二
- 佐藤英、城源寺くるみ、水木薫

第6話「少女をワイセツ行為にハメた殺人事件」
- 星野和彦 - 長谷川初範
- 初井言榮、林優枝、飯田道郎

第7話「別の殺人事件を掘り起こした殺人事件」
- 源田喜三郎 - 下條正巳
- 小笠原弘、大塚良重、村松克巳、鹿島信哉、殺陣剛太

第8話「秘密を抱いた女刑事が追う拳銃強盗事件」
- 石本 - 遠藤憲一
- 露原千草、畔上親、名川貞郎、清川元夢

第9話「エリートとの婚約を揺さぶった殺人事件」
- 寺沢 - 中島久之
- 奈美 - 岩間沙織
- 木村弓美、岡部正純、野瀬哲男

第10話「警官が盗難被害届を出した連続強盗事件」
- 派出所巡査 - 清水宏
- 藤田宗久、武見龍磨、佐藤コージ

第11話「15年前の恋人の出現にあわてた殺人事件」
- 村瀬美保 - 金沢碧
- 村瀬（社長） - 平野稔
- 石黒友章、信実一徳

最終話「愛と別れにジーンときた殺人事件」
- 海老沢シゲル - 長戸勝彦
- 夏夕介、西川さくら、ただのあっ子

### スタッフ
- 原作 - 石ノ森章太郎
- 制作 - 山内久司（朝日放送）
- 脚本 - 篠崎好、田上雄、長野洋（第1シリーズ）、鴨井達比古（第1シリーズ）、中岡京平（第2シリーズ）、鹿水晶子（第2シリーズ）
- 音楽 - 津島利章
- 主題歌
  - 第1シリーズ - 加藤登紀子「七色の罪」[4]（ポリドール）
  - 第2シリーズ - 研ナオコ「裏窓トワイライト」（キャニオン・レコード）
- 撮影 - 内海正治、森喜弘
- 照明 - 内田勝成、川島晴雄
- 美術 - 川船夏夫
- 録音 - 木村瑛二、畑幸太郎
- 整音 - 小峰信雄、白井俊彦
- 編集 - 井上治、奥原茂
- 助監督 - 三池崇史、澤村正喜、二宮健二
- プロデューサー補 - 山口豪
- 選曲 - 山川繁
- 効果 - 東洋音響（第1シリーズ）、宮田音響（第2シリーズ）
- ナレーター - 政宗一成（第1シリーズ）
- 現像 - 東映化学（第1シリーズ）
- 技術協力 - ビデオフォーカス（第2シリーズ）
- 撮影協力 - にっかつ撮影所
- 協力 - トヨタ自動車
- プロデューサー - 杉本宏・西村大介・岡本悦治（朝日放送）、北畑泰啓（STAFFアズバーズ）
- 監督 - 村川透、永野靖忠、貞永方久（第1シリーズ）、工藤栄一（第1シリーズ）、嶋崎喜美男（第1シリーズ）、長谷和夫（第1シリーズ）、中津川勲（第1シリーズ）、斎藤光正（第2シリーズ）
- 制作 - ABC、STAFFアズバーズ（後の東京メディアエンタープライズ、現在は国際放映）

### 放送日程

#### 第1シリーズ
- 1985年8月2日 - 11月8日、全13話（放送日はABC）。

| 話数                                           | 放送日         | サブタイトル                                 | 脚本       | 監督       | 視聴率 |
| ---------------------------------------------- | -------------- | -------------------------------------------- | ---------- | ---------- | ------ |
| 第1話                                          | 1985年 8月02日 | 10年前のボタン刺青死美人が今日…!             | 長野洋     | 貞永方久   | 12.0%  |
| 第2話                                          | 8月09日        | 5年前の行きずり殺人が今日…!                  | 篠崎好     | 村川透     | 11.2%  |
| 第3話                                          | 8月16日        | 15年前愛妻を殺されてゲイに変身した夫が今日…! | 篠崎好     | 永野靖忠   | 9.0％  |
| 第4話                                          | 8月23日        | 13年前の夫婦交換心中が今日…!                 | 鴨井達比古 | 永野靖忠   | 14.0%  |
| 第5話                                          | 8月30日        | 3年前の妊娠女子高生殺しが今日…!              | 田上雄     | 工藤栄一   | 13.7%  |
| 第6話                                          | 9月06日        | 15年前のOLレイプ未遂事件が今日…!             | 鴨井達比古 | 村川透     | 16.2%  |
| 第7話                                          | 9月13日        | 6年前の婦女暴行事件が今日…!                  | 田上雄     | 嶋崎喜美男 | 10.6%  |
| 第8話                                          | 9月20日        | 1年前の花の17才女子高生殺しが今日…!          | 長野洋     | 長谷和夫   | 12.8%  |
| 第9話                                          | 9月27日        | 7年前の奪われた美女「シモーヌ」が今日…!      | 田上雄     | 長谷和夫   | 15.9%  |
| 第10話                                         | 10月11日       | 15年前の非行OL殺しが今日…!                   | 長野洋     | 貞永方久   | 11.8%  |
| 第11話                                         | 10月18日       | 6年前の美人教師の転落事故死が今日…!          | 鴨井達比古 | 中津川勲   | 14.7%  |
| 第12話                                         | 10月25日       | 5年前の未亡人焼身自殺事件が今日…!            | 篠崎好     | 永野靖忠   | 14.1%  |
| 最終話                                         | 11月08日       | 6年前に消えた暴力団サギ師が今日…!            | 田上雄     | 工藤栄一   | 18.5％ |
| （視聴率はビデオリサーチ調べ、関東地区・世帯） |                |                                              |            |            |        |

#### 第2シリーズ
- 1987年10月9日 - 12月25日、全12話（放送日はABC）。

| 話数                                           | 放送日          | サブタイトル                                                   | 脚本     | 監督     | 視聴率 |
| ---------------------------------------------- | --------------- | -------------------------------------------------------------- | -------- | -------- | ------ |
| 第1話                                          | 1987年 10月09日 | 女刑事班初出動! 6億のマンションに住む独身男が 殺されていた事件 | 田上雄   | 村川透   | 8.5%   |
| 第2話                                          | 10月16日        | ママさん刑事にグッとこたえた殺人事件                           | 中岡京平 | 村川透   | 7.2%   |
| 第3話                                          | 10月23日        | 奥さん刑事が離婚を決めたひき逃げ事件                           | 田上雄   | 0村川透  | 9.1%   |
| 第4話                                          | 10月30日        | 死体がバラの花に埋もれていた殺人事件                           | 鹿水晶子 | 永野靖忠 | 10.1%  |
| 第5話                                          | 11月06日        | ハイミスの恋を散らせた映画界殺人事件                           | 中岡京平 | 村川透   | 13.0%  |
| 第6話                                          | 11月13日        | 少女をワイセツ行為にハメた殺人事件                             | 田上雄   | 斎藤光正 | 10.3%  |
| 第7話                                          | 11月20日        | 別の殺人事件を堀り起こした殺人事件                             | 中岡京平 | 村川透   | 12.5%  |
| 第8話                                          | 11月27日        | 秘密を抱いた女刑事が追う拳銃強盗事件                           | 田上雄   | 永野靖忠 | 10.0%  |
| 第9話                                          | 12月04日        | エリートとの婚約を揺さぶった殺人事件                           | 中岡京平 | 斎藤光正 | 14.4％ |
| 第10話                                         | 12月11日        | 警官が盗難被害届を出した連続強盗事件                           | 中岡京平 | 永野靖忠 | 10.4%  |
| 第11話                                         | 12月18日        | 15年前の恋人の出現にあわてた殺人事件                           | 篠崎好   | 村川透   | 09.0%  |
| 最終話                                         | 12月25日        | 愛と別れにジーンときた殺人事件                                 | 田上雄   | 村川透   | 11.8%  |
| （視聴率はビデオリサーチ調べ、関東地区・世帯） |                 |                                                                |          |          |        |

### 前後番組
| ABC制作・テレビ朝日系 金曜21時枠                            | ABC制作・テレビ朝日系 金曜21時枠                        | ABC制作・テレビ朝日系 金曜21時枠                      |
| 前番組                                                      | 番組名                                                  | 次番組                                                |
| ----------------------------------------------------------- | ------------------------------------------------------- | ----------------------------------------------------- |
| 特命刑事ザ・コップ （1985年4月19日 - 7月19日）              | 迷宮課刑事おみやさん （1985年8月2日 - 11月8日）         | 赤かぶ検事奮戦記IV （1985年11月15日 - 1986年1月31日） |
| ABC制作・テレビ朝日系 金曜22時枠                            |                                                         |                                                       |
| 必殺剣劇人 （1987年8月7日 - 9月25日） ※ここまで必殺シリーズ | 六本木ダンディーおみやさん （1987年10月9日 - 12月25日） | ダウンタウン探偵組 （1988年1月15日 - 3月18日）        |

## テレビドラマ（渡瀬恒彦版）
下記の緒形拳版のテレビドラマの後、2002年から2016年までテレビ朝日系で放送された。